# Secret Garden (Bruce Springsteen)
Secret Garden è una canzone del musicista americano Bruce Springsteen. È stata originariamente diffusa come singolo dell'album Greatest Hits pubblicato il 27 febbraio 1995, dalla Columbia Records. Alla sua uscita si è piazzata alla posizione numero 63 della Billboard Hot 100.
Secret Garden (il singolo) viene pubblicato l'11 aprile del 1997 tramite la Sony Records come un ''Singolo-due tracce, che presentava anche una versione live di Thunder Road. Un Ep era già uscito nel 1995, presentava due versioni di Secret Garden, la versione "album" e la versione "string", inoltre la versione live di Murder Incorporated e Thunder Road e la versione originale di Pink Cadillac dall'album Greatest Hits. La riedizione del 1997 fece tornare la canzone nella Hot 100, dove raggiunse il suo picco alla posizione numero 19 e ancora oggi rimane nella Springsteen's final top-20 negli Stati Uniti.
La canzone acquisì molta della sua popolarità dopo essere stata inserita nella colonna sonora del film del 1996 Jerry Maguire arrivando rispettivamente alla posizione 12 e alla posizione 15 nella Adult Top 40 e nella Top 40 Mainstream.
Secret Garden è stata anche una colonna sonora del film Night at the Roxbury e del TV Show It's Always Sunny In Philadelphia. Inoltre è la colonna sonora principale del film Un Altro Mondo prodotto e interpretato da Silvio Muccino, tratto dal romanzo omonimo di Carla Evangelista.
Sebbene la canzone abbia riscosso un buon successo è stata presentata in versione live solo una manciata di volte. È stata suonata da Springsteen tre volte nel 1995 a New York e una volta nel Reunion Tour del 2000. La canzone ritornò nella scaletta una volta nel 2013 quando Springsteen la suonò nel Regno Unito. Dopo 3 anni di pausa, Springsteen suonò Secret Garden due volte nel 2016 in New Jersey e a Washington D.C, e una volta a Brisbane, in Australia.
Il testo della canzone parla della piccola parte di tutti noi, che, nonostante qualsiasi cosa, sarà sempre e solo nostra, personale. Un posto che solo noi possiamo raggiungere e nessun altro. ''Ci sarà sempre un posto segreto dentro ognuno di noi'' che ci rende quello che siamo e a cui solo noi possiamo arrivare. Le persone che ci amano potrebbero riconoscere la sua esistenza e vederlo, ma non potranno mai entrarci profondamente e capirlo a pieno.
In particolare il testo è una considerazione che Springsteen fa su quali parole, quali gesti e quali situazioni potranno farti avvicinare così tanto ad una donna fino al sentirsi ad un passo da quel Secret Garden, per poi rendersi conto che quel giardino segreto in cui c'è tutto quello che vuoi e di cui hai bisogno sarà sempre un milione di miglia lontano.
"She'll let you come just far enough
So you know she's really there
She'll look at you and smile
And her eyes will say
She's got a secret garden
Where everything you want
Where everything you need
Will always stay
A million miles away"